# Laura Alicia Garza Galindo
Laura Alicia Garza Galindo (Ciudad Victoria, Tamaulipas, 27 de noviembre de 1947-ibídem, 19 de agosto de 2019) fue una política mexicana, miembro del Partido Revolucionario Institucional. Tuvo una dilatada carrera política y administrativa, que la llevó a ser en dos ocasiones Senadora y en dos ocasiones diputada federal.

## Biografía

### Estudios
Laura Alicia Garza Galindo era licenciada en Economía egresada de la Universidad Autónoma de San Luis Potosí, misma que curso entre 1966 y 1970 y tenía una maestría en planificación del desarrollo regional integral en el Centro de Estudios de Colonización de la Organización de las Naciones Unidas en Israel y en el Instituto Latinoamericano de Planificación Económica y Social de la ONU en Chile.
Tiene además estudios de posgrado en planificación y presupuesto de las empresas públicas en el Centro Interamericano de Capacitación en Administración Pública de la Organización de Estados Americanos en Argentina y fue pasante de maestría en Ciencias Políticas por la Universidad Nacional Autónoma de México. Ejerció como docente en la Universidad Autónoma de Tamaulipas de 1970 a 1972 y en la Universidad de Guadalajara de 1975 a 1976.

### Carrera política
Miembro del PRI desde 1970, mismo año en que inició su carrera política como subdirectora general de planeación económica en el gobierno de Tamaulipas, permaneciendo en el cargo hasta 1974, y de 1975 a 1976 fue asesora técnica de programación regional en la Dirección General del Plan Lerma en Guadalajara, Jalisco.
A partir de 1977 inició una carrera en la entonces Secretaría de Programación y Presupuesto (SPP) que llevó a ocupar hasta 1979 el cargo de jefa de departamento, subdirectora de área y coordinación regional en la Dirección General de Operación Regional de las secretaría, de 1980 a 1982 fue directora de la coordinación regional de la zona sur del Sistema Alimentario Mexicano, de 1983 a 1984 fue delegada regional de la SPP en Puebla y de 1984 a 1986 en Puebla.
De 1986 a 1988 al ser nombrado titular de la Secretaría de Desarrollo Urbano y Ecología Manuel Camacho Solís pasó a ocupar en dicha dependencia la titularidad de la dirección general de Conservación Ecológica de los Recursos Naturales y Áreas Protegidas.
En 1988 fue postulada y electa Senadora por el estado de Tamaulipas en segunda fórmula, aquel año fruto de una reforma política, los senadores de segunda fórmula fueron electos solo por tres años, correspondientes a la LIV Legislatura concluyendo su periodo en 1991 y en la que fue presidente de la Comisión de Asentamientos Humanos y Ecología. Al término de dicho cargo, en 1991, fue a su vez electa por primera ocasión diputada federal, en representación del Distrito 4 de Tamaulipas a la LV Legislatura que terminó en 1994 y en donde fue presidente de la comisión de Vigilancia de la Contaduría Mayor de Hacienda.
Entre 1996 y 1997 ocupó los cargos de asesora de la comisión de Gobierno de la entonces Asamblea de Representantes del Distrito Federal y de la Vocalía Ejecutiva del FOVISSSTE. En 1997 fue electa por segunda ocasión diputada federal, siendo en esta ocasión en representación del Distrito 5 de Tamaulipas a la LVII Legislatura, en la que ocupó el cargo de vicecoordinadora de Relaciones Partidistas del grupo parlamentario del PRI. En 1999 se separó del cargo para ser secretaria general de Gobierno de Tamaulipas, en la administración del gobernador Tomás Yarrington.
Dejó la secretaría de Gobierno para ser candidata a Senadora por Tamaulipas en primera fórmula, logrando el triunfo y siendo electa para las legislaturas LVIII y LIX de 2000 a 2006; en el Senado, fue presidente de la comisión de Relaciones Exteriores - Europa y África; e integrante de las comisiones de Hacienda y Crédito Público; de Relaciones Exteriores; y de Relaciones Exteriores - América del Norte.
Al término de este último cargo, se retiró de la política activa, ocupando por última ocasión el cargo de directora de El Colegio de Tamaulipas, hasta su fallecimiento en Ciudad Victoria, el 19 de agosto de 2019.